# Неапол
Неапол (на италиански: Napoli, от гръцки: Νέα πόλις, Нов град) е третият по големина град в Италия след Рим и Милано.

## Обща информация
Неапол е италиански град с 976 177 жители, столица на провинция Неапол и на региона Кампания. Нарежда се на трето място по население след Рим и Милано. Метрополисът на Неапол, който се състои от столицата и 172 други общини, наброява население от 4 250 000 жители.
Разположен е почти централно на едноименния залив между Везувий и вулканичната област на Кампи Флегрей. Неговото голямо артистично и архитектурно наследство е защитено от Юнеско, която в 1995 включва историческия център на Неапол, най-широкия в Европа, между местата на световното хуманитарно наследство.
Основан е между IX и VIII век пр. Хр. от гръцки колонизатори, по-късно е наново издигнат като Неаполис в края на VI в. и началото на V век пр. Хр и се нарежда между главните градове на Велика Гърция. В своята почти трихилядолетна история Неапол попада последователно под дълги и многобройни чуждестранни владения, тъй като покрива една важна позиция за Италия и Европа.
След Римската империя, през VII в. градът формира автономно херцогство, независимо от Византийската империя; впоследствие, през XIII в. за приблизително 600 години става столица на Неаполитанското кралство. От Неапол, в началото на XV в., под водачеството на Ладислао I ди Дурацо, тръгва първото усилие за обединение на Италия; впоследствие градът се превръща в политически център на Арагонската империя. Поради исторически, художествени, политически и географски причини става, от късното Средновековие до Обединението, един от главните културни центрове, наравно с другите европейски столици.
Вече като столица на Кралството на двете Сицилии, след присъединяването към Кралство Италия, градът и най-общо казано цялата южна част на Италия, претърпяват относителен социално-икономически упадък. В Неапол се намира Вила „Роузбъри“, една от трите официални резиденции на Президентството на Републиката.

## География
Градът е главен административен център на областта (регион) Кампания и едноименната провинция Неапол. Разположен е живописно край Неаполитанския залив. Населението на града е 963 357 жители към 30 септември 2009 г.

## История

### През Античността
Неапол вероятно е бил основан от жителите на тогавашната гръцка колония Куме (Cumae) приблизително през 750 г. пр.н.е. На няколко километра от Куме бива построен друг град – Партеноп (сег. възвишение в средата на Неапол Pizzofalcone). След заселването Партеноп се разширява до подножието на планината и старият град приема името Неапол (от гръцки nea poli – нов град).
Скоро Неапол започва да се смята за един от най-проспериращите градове в Магна Греция (на латински: Magna Graecia – „Велика Гърция“, от гръцки Μεγάλη Ελλάς, Мегали Елас). Сключеният договор за съюз с тогава разрастващия се Рим през 326 г. пр.н.е., довел до една относителна независимост. Но по време на римските граждански войни 88 – 82 г. пр.н.е. Неапол бива присъединен към Римската империя като зависима провинция от римския държавник Луций Корнелий Сула.
В Римската империя той е играел относително малка роля, но точно тогава гръцкото население все повече и повече намалявало за сметка на латините, докато накрая към средата на 300 г. то бива напълно претопено от етническа и културна гледна точка.
Както в столицата, така и в Неапол, раннохристиянските общности биват периодично подлагани на преследвания и гонения. Те често са се укривали в катакомбите, които са им служили като място за събрания, за погребения и за разучаване на техния култ. Това положение се променя едва през 313 г. с помощта на Миланския едикт. Катакомбите са запазени и до днес и могат да бъдат видени и разгледани.
Последният западноримски император Ромул Августул бива свален от престола и през 476 г. изпратен „в пенсия“ вероятно близо до Неапол.

## Паметници и туристически забележителности
Неапол е един от световните градове с най-голяма гъстота на културни ресурси и паметници, които свидетелстват за неговата историческа и художествена еволюция. Историческият център, включен в списъка на световното културно наследство на Юнеско, е резултат на застъпването на архитектурни стилове, като обхваща приблизително 2800 години история и наследство на различни цивилизации – фактори, допринесли за една универсална стойност без еквивалент. Върху една относително малка територия се намират голям брой замъци, кралски резиденции, величествени сгради, исторически църкви, останки от класическата епоха.
Все пак, слабото разработване и липсата на средства за евентуална реставрация, водят до разруха или упадък на част от това наследство (има повече от 160 църкви в историческия център с тежки структурни проблеми, сгради, а също така фонтани, обелиски, антични архитектурни обекти и др.). За да се справят с тази спешна ситуация, много граждански организации търсят намесата на Юнеско. Също така въпреки постоянния ангажимент на асоциациите за защита на неаполитанското наследство, които навременно уведомяват компетентните органи за най-критичните ситуации, случаите на разруха засягат също и различни обекти извън центъра на Неапол.

### Крепости и замъци

#### Кастел дел Ово
Древна легенда разказва, че името му произлиза от факта, че латинският поет Вергилий скрива в подземията на сградата магическо яйце, което има силата да поддържа цялата крепост. Счупването на яйцето би причинило не само срутването на замъка, но и поредица от разрушителни катастрофи в град Неапол.

#### Кастел Капуано
Строежът на замъка започва в средата на XII век по заповед на краля на Сицилия Вилхелм I Злия, син на Роже II Сицилиански, и е завършен през 1160 г. от архитект Буоно. Въпреки че е построен като военен гарнизон, здравите добре укрепени стени и позицията на замъка дават възможност да се обособи и кралска резиденция за норманските крале.

#### Кастел Нуово
Кастел Нуово, наричан още Маскио Анжоино, е исторически средновековен и ренесансов крепостен замък, както и един от символите на град Неапол. Кастел Нуово е трети поред в Неапол, след Кастел дел Ово и Кастел Капуано.

#### Кастел Сант Елмо
Първите исторически сведения за замъка датират от 1329 г., в която Робер Мъдри нарежда на регента на Викария, Джовани де Хая, да построи дворец на върха на хълма Сант Еразмо. Архитекти са Франческо де Вико и Тино ди Камаино, наследен след смъртта му през 1336 г., от архитект Атанасио Примарио, а през 1340 г., от Балдучио де Бача. Строежът е завършен през 1343 г. при управлението на Джована I.

### Театри

#### Театър Сан Карло
Театър „Сан Карло“ е един от най-известните и престижни в света оперни театри. Построен е през 1737 г. Салонът във вид на подкова с ложи на пет нива и голяма кралска ложа може да побере 1386 зрители. Предвид размера, структурата и античността си, той е модел за изграждане на Ла Скала, Милано 1778 г, и по-късните театри в Европа.
С изглед към едноименната улица, Площад Триест и Тренто и Галерия Умберто I, театърът заедно с другите големи архитектурни творби от XVIII век е символът на Неапол, който подчертава статута му на важна европейска столица при управлението на династия Бурбони.

### Музеи

#### Национален археологически музей
Колекцията на музея от произведения на изкуството и артефакти от археологически интерес е най-богатата в Италия и една от най-ценните в света. Музеят се състои от три основни сектора: Колекция Фарнезе, съставена от археологически находки, намерени в Рим и околностите, Колекция Помпей, съставена от археологически находки от района на градовете, затрупани през 79 г. от Везувий, и Египетска колекция. Обособени са и топографска, епиграфска, нумизматична и др. колекции. Общата изложбена площ е 12 650 квадратни метра.

#### Национален музей и галерия на Каподимонте
Разположен е в бивш дворец (лятна резиденция) на Бурбоните, на територията на градския парк „Каподимонте“, на едноименния хълм. Най-ценната част от експозицията е картинната галерия с платна на италиански художници от епохата на Ренесанса.

#### Музей Сан Мартино
Открит е през 1866 г. в сградата на едноименния манастир, който след обединението на Италия е включен в списъка на национализираните църковни имоти и обявен за национален паметник. Показва живота на южните кралства (Неаполитанско кралство и Сицилианско кралство, образували Кралството на двете Сицилии).

#### Капела Сансеверо
Капела Сансеверо, или Параклис Сансеверо (на италиански: Cappella Sansevero) е един от най-известните музеи в Неапол. Разположена близо до Пиаца Сан Доменико Маджоре, църквата Санта Мария дела Пиета или Пиетатела, (днес Капела Сансеверо) е в непосредствена близост до семейния дворец на принцовете на Сансеверо и в миналото е била свързана с него с висящ мост, позволяващ на членовете на семейството да имат частен достъп до мястото за поклонение.

#### Кралски дворец
Кралският дворец в Неапол е историческа сграда, разположена на площад „Плебишито“, в историческия център на града. Строителството на сградата започва през 1600 г. и достига окончателния си вид през 1858 г.
През вековете дворецът е владян от създаването му през 1600 до 1734 г. от испанските вицекрале в Неапол. От 1734 г. когато на неаполитанския престол се възкачва Карлос III, до 1861 г. дворецът е седалище на неаполитанските крале от династия Бурбони, с едно прекъсване от 1806 до 1815, в които Неаполитанското кралство се управлява от Жозеф Бонапарт и Жоашен Мюра. На 17 март 1861 е обявено съединението на Кралство Италия и дворецът преминава във владение на управляващата Савойска династия до 1919 г., когато Виктор Емануил III го предоставя на държавата. Същата година частта Кралски апартаменти е превърната в музей, а богатата библиотека - в Национална, съхраняваща днес 1 480 747 печатни тома, 319 187 брошури и 18 415 ръкописа.

### Галерии

#### Италиански галерии – Неапол
Художествена галерия, разположена в Двореца на Банката на Неапол, а преди това в Палат „Дзевалос“, създадена през 2007 г. от Италианската банка, собственик на сградата. Колекциите включват експонати, дело на неаполитански майстори от седемнадесети до двадесети век. Изложени са картини и на Караваджо, Артемизия Джентилески, както и на холандския художник Гаспар ван Вител.

#### Галерия на Академията за изящни изкуства
Музейна институция, основана през 1864 г. и разположена в сградата на Академията за изящни изкуства. Експонатите са от различни исторически периоди, като най-старата част от колекцията е от картини на художници от Неаполитанската школа по изобразително изкуство, датиращи от XVI век до средата на XVIII век.

### Религиозна архитектура
Християнските катакомби, изградени отвъд стените представляват първите свидетелства за изкуството, историята и архитектурата на християнски Неапол, и в продължение на векове характеризират социално-религиозния живот на града.
Различните чуждестранни владичества, които характеризират историята на Неапол, повлияват значително върху религиозната обстановка в града, както в случая с Анжуйското и Арагонското царуване; в следващите векове градът бива здраво свързан с католическата реформа, под владичеството на испанските Хабсбурги.
През XVII в. имало стотина конвенти и манастири, а църквите през XVIII в. били около 500, заради което градът печели името градът на 500-те купола. В по-модерни времена, през периода на Възстановяването, земетресенията и най-вече бомбардировките (181 на брой) през Втората световна война, броят на неаполитанските църкви намалява с повече от 60. Днес Неапол продължава да притежава най-големият в света брой църкви, манастири и други религиозни обекти. Дори и да вземем предвид само исторически значимите църкви, броят им е особено висок, те достигат 448 броя.
Много са забранените църкви, със затворени от векове врати или изоставени без надзор, но също така често приютяващи работи с висока художествена стойност (като например църквата Santa Maria della Sapienza на Виа Константинополи, в която се намират картини на Лука Джиордано и богат бароков интериор).
Сред най-важните църкви на града заслужават да се отбележат: la Basilica di Santa Chiara, la Cattedrale, la Chiesa dei Girolamini, la Chiesa del Gesù Nuovo (или Trinità Maggiore), San Francesco di Paola, la Basilica santuario di Santa Maria del Carmine Maggiore, la Basilica di Santa Maria della Sanità, la Chiesa di Sant'Agostino alla Zecca (o Sant'Agostino Maggiore), la Chiesa di San Domenico Maggiore и la Chiesa di San Giovanni Maggiore. С висока архитектурна стойност, и един от най-добрите примери за барокова архитектура, е църквата la Certosa di San Martino.

## Спорт
Футболният отбор на града носи името Наполи. В него е играл прочутият аржентински футболист Диего Марадона.

## Известни личности
Родени в Неапол
- Джовани Лоренцо Бернини (1598 – 1680) – скулптор и архитект
- Марко Бориело (р. 1982) – футболист
- Луиджи Ванвители (1700 – 1773) – архитект
- Виктор Емануил III (1869 – 1947) – последният крал на Италия
- Карло Джуфре (1928 – 2018) – актьор
- Енрико Карузо (1873 – 1921) – звезда на операта
- Лучано де Крешенцо (р. 1928) – писател
- Джорджо Наполитано (1925 – 2023) – политик
- Франческо Рози (1922 – 2015) – режисьор
- Доменико Скарлати (1685 – 1757) – композитор
- Паоло Сорентино (р. 1970) – режисьор
- Бъд Спенсър (1929 – 2016) – актьор
- Тереза Кристина (1822 – 1889) – императрица на Бразилия

Починали в Неапол
- Иван Стефан (1300 – 1373) – цар на България
- Енрико Карузо (1873 – 1921) – звезда на операта
- Бенедето Кроче (1866 – 1952) – философ и политик
- Лъки Лучано (1897 – 1962) – мафиоз
- Сава Муткуров (1852 – 1891) – български офицер и политик
- Хайнрих Шлиман (1822 – 1890) – германски археолог

Други личности, свързани с Неапол
- Джовани Бокачо (1313 – 1375) – писател, живее в града през 1330 – 1340
- Антонело да Месина (1429 – 1479) – художник, живее в града през 1450 – 1457
- Тома Аквински (1225 – 1274) – теолог, живее в града през 1269 – 1274
- Диего Марадона (1960 – 2020) – футболист, играе в местния клуб Наполи в периода 1984 – 1991 г.
- Джордано Бруно (1548 – 1600) – монах-доминиканец, философ, астроном, математик и драматург

## Международни отношения
- Акапулко, Мексико, от октомври 1986 г.
- Атина, Гърция
- Будапеща, Унгария
- Валенсия, Венецуела
- Кълъраш, Румъния
- Кафса, Тунис
- Измир, Турция
- Крагуевац, Сърбия
- Наблус, Палестина
- Носи Бе (Nosy Be), Мадагаскар
- Палма де Майорка, Испания
- Сантяго де Куба, Куба
- Сантяго де Куба (провинция), Куба
- Сигет, Румъния